# Schmätzertangaren
Die Schmätzertangaren (Calyptophilus) sind eine Singvogelgattung, die mit zwei Arten auf der Karibikinsel Hispaniola endemisch vorkommt.

## Merkmale
Schmätzertangaren sind mittelgroße Singvögel mit einem dunkelbraunen Rücken, einer weißlichen oder grauen Bauchseite und einem schmalen gelben Ring um die Augen. Männchen und Weibchen unterscheiden sich äußerlich kaum. Sitzend nehmen die Vögel eine relativ waagerechte Position ein. Der Kopf ist mittelgroß, der Hals ist kurz und dick. Die  Flügel sind kurz, der Schwanz ist lang. Der Schnabel ist gerade. Die Beine und die Füße sind lang bzw. groß.

## Lebensraum und Lebensweise
Schmätzertangaren leben vor allem in verschiedenen Bergwäldern. Das können sowohl Kiefernwälder mit dichtem Unterwuchs als auch feuchte, immergrüne Laubwälder sein. Im Tiefland kommen sie in den Dickichten vor, die sich oft entlang von Flüssen und Bächen erstrecken. Schmätzertangaren ernähren sich vor allem von Insekten und anderen Wirbellosen. Nur gelegentlich werden auch Samen oder Früchte gefressen. Die Nahrung wird meist paarweise vor allem im dichten Unterwuchs gesucht. Die Brutbiologie der Schmätzertangaren ist bisher nur wenig bekannt. Die Nester sind kugelig und teilweise überdacht und werden in dichtem Pflanzenwuchs vor allem aus kleinen Zweigen, Sprossen, Blättern und Moos errichtet. Die Jungvögel werden offenbar von beiden Elternteilen gefüttert. Schmätzertangaren sind revierbildend und beide Geschlechter zeigen das Revier durch einfache, oft antiphonale Gesänge an, die vor allem in der Dämmerung zu hören sind. Paare bleiben zumeist den größten Teil des Jahres oder mehr als ein Jahr zusammen.

## Arten
- Haitischmätzertangare (Calyptophilus tertius)
- Dominikanerschmätzertangare (Calyptophilus frugivorus)

## Systematik
Die Schmätzertangaren wurden 1884 durch den US-amerikanischen Ornithologen Charles Barney Cory erstmals beschrieben. Die Gattungsbezeichnung Calyptophilus kommt aus dem Griechischen und bedeutet in etwa „gerne verstecken“. Sie wurde lange Zeit in die Familie der Tangaren (Thraupidae) gestellt. Erst genaue phylogenetische Untersuchungen ergaben, dass die Schmätzertangaren die Schwestergruppe einer großen Singvogelklade sind, zu der die Stärlingstangaren (Mitrospingidae), die Kardinäle (Cardinalidae) und die Tangaren gehören. Die Schmätzertangaren wurden deshalb im Jahr 2013 wieder in die Familie Calyptophilidae gestellt, die schon 1884 durch den US-amerikanischen Ornithologen Charles Barney Cory eingeführt worden war.